# Кишкентай (Акмолинская область)
Кишкентай (каз. Кішкентай) — упраздненное село в Енбекшильдерском районе Акмолинской области Казахстана. Входило в состав Бирсуатского сельского округа. Код КАТО — 114533505.

## История
В 2009 году переведено в категорию иных поселений, включено в состав села Бирсуат.

## Население
В 1989 году население села составляло 65 человек (из них казахи — 100 %).
В 1999 году население села составляло 27 человек (13 мужчин и 14 женщин). По данным переписи 2009 года, в селе проживал 1 мужчина.
| Численность населения | Численность населения | Численность населения |
| 1989                  | 1999                  | 2009                  |
| --------------------- | --------------------- | --------------------- |
| 65                    | ↘27                   | ↘1                    |